# Neftyanik Stadion, Chabarovsk
Neftianik Stadion är en bandyarena i Chabarovsk, Fjärran österns federala distrikt i Ryssland.